# ألبي آلا
ألبي آلا (بالألبانية: Albi Alla‏) (1 فبراير 1993 بكاندية في اليونان - ) هو لاعب كرة قدم ألباني في مركز الدفاع. لعب مع إيرغوتيليس وفوكيكوس ونادي سكندربيو كورتشه ونادي باناتشايكي ‏ وKF Bylis ‏.

## وصلات خارجية
- ألبي آلا على موقع الاتحاد الأوربي (الإنجليزية)
- ألبي آلا على موقع قاعدة بيانات كرة القدم.إي يو (الإنجليزية)
- ألبي آلا على موقع ناشيونال فوتبول تيمز (الإنجليزية)
- ألبي آلا على موقع Soccerway.com (الإنجليزية)
- ألبي آلا على موقع عالم كرة القدم.نت (الإنجليزية)